# Yana Indijanci
Yana (Noje, Nozi).- Pleme Indijanaca porodice Yanan u područjima od Pit Rivera do Rock Creeka u Kaliforniji, poglavito u okruzima Tehama i Shasta. Yana Indijanci najsrodniji su su plemenu Yahi, i zajedno klasificirani u porodicu Yanan, koja se danas vodi kao dio Velike porodice Hokan. Rana populacija svih Yanan plemena, prema Koroeberu (1932) iznosila je 1,500 (1770), po drugim informacijama oko 3,000. Yane su stradali 1864. u pokolju koji su izvršili tamošnji rudari. Godine 1930. pod imenom Yana izjasnilo se tek 9 Indijanaca, no to vjerojatno nisu bili svi. Danas je preostalo tek nešto pripadnika Northern i Central Yana na rezervatu Redding Rancheria, dok su Southern Yana nestali.

## Ime
Ime Yana znači 'ljudi'. Od ostalih imena za njih to su Nó-si ili Nó-zi, dano od Powersa (1877); Kom'-bo (Maidu Indijanci); Tisaiqdji (Ilmawi).

## Ogranci
Pravi Yana Indijanci podijeljeni su na 3 grane koje se slue vlastirtim dijalektima, to su: Northern Yana, u području Montgomery Creeka; Cantral Yana Cow Creek i Bear Creek; i Southern Yana na Battle, Payne i Antelope Creek. 

## Sela
Northern Yana: 
- Djewintaurik'u, južno od Montgomery.
- Djitpamauwid'u, na Cedar Creek.
- K'asip'u, južno od Round Mountain.

Central Yana: 
- Badjiyu, Clover Creek.
- Ban'ha, Cow Creek.
- Djichitpemauna, na Bear Creek.
- Hamedamen, u Millville.
- Haudulimauna, uz South Fork of Cow Creek.
- Hodjinimauna, na North Fork of Bear Creek.
- Luwaiha, na Old Cow Creek.
- Pawi, na Clover Creek.
- Pulsu'aina, blizu North Fork of Cow Creek.
- Ship'a, između Little Cow Creek i Oak Run.
- Unchunaha, između North Fork of Cow Creek i Clover Creek.
- Wamarawi, zapadno od Shingletown.
- Wichuman'na, na South Fork of Cow Creek.

Southern Yana: 
- K'uwiha, na Battle Creek.

## Kultura
Kulturu im je proučio Kroeber prema svom informantu Ishiju, pripadniku plemena Yahi, a pripada kalifornijskom krugu, sa žirom koji je osnovna 'žitarica' iz koje su pripremali pogačice  'acorn bread' . Ribolovom (losos), i lovom (luk i strijela) na jelene, antilope i losove, dolazili su do mesa. Postojala je i trgovina s plemenima Achomawi, Atsugewi, Wintun, Patwin i Konkow, a trgovalo se opsidijanom, dentalia-školjkama, skalpovima djetlića, soli, jelenjim kožama, kestenom i opsidijanovim vršcima strijela.

## Vanjske poveznice
- Yana Indians of California: Traditional Stories  Arhivirana inačica izvorne stranice od 30. rujna 2006. (Wayback Machine)
- Cottonwood Indians